# Antonio Baños
Pour les articles homonymes, voir Baños (homonymie) et Boncompain.
Baños  Boncompain est un nom espagnol. Le premier nom de famille, en général paternel, est Baños ; le second, en général maternel, souvent omis, est Boncompain.
Antonio Baños Boncompain, né en 1967 à Barcelone, est un journaliste, activiste social, écrivain, musicien et homme politique espagnol, membre de la Candidature d'unité populaire.

## Biographie

### Jeunesse
Né dans le  quartier barcelonais de Nou Barris, Antonio Baños est diplômé en sciences de l'information à l'université autonome de Barcelone. Il joue avec le groupe punk-pop Los Carradine, formé en 1989.

### Activisme politique
Il critique le système économique actuel et le capitalisme dans ses livres La economía no existe publié en 2009 et Posteconomía publié en 2012. Il travaille à la radio nationale d'Espagne et à COMRàdio et collabore avec les chaînes de télévision TV3, laSexta et Cuatro et des publications comme eldiario.es, La Marea et Público.
Membre de Súmate en novembre 2012, il publie un article intitulé ironiquement Guia pràctica de l'expulsió catalana de l'euro (guide pratique pour la sortie de la Catalogne de l'euro) et en 2013 publie La rebel·lió catalana (la rébellion catalane) où il défend la création d'une République catalane.

### Député au Parlement catalan
Pour les élections au Parlement catalan de septembre 2015, il est choisi lors de primaires comme indépendant et conduit la liste Candidature d'unité populaire - Appel constitutant qui termine en sixième position avec 8,2 % des voix et obtient dix sièges au Parlement. Il devient député le 26 octobre 2015 mais il annonce sa démission le 4 janvier 2016 pour protester contre la décision de la direction politique de la CUP de ne pas apporter son soutien à l'investiture d'Artur Mas à la présidence de la Généralité. Le 10 janvier, il vote en faveur de l'investiture de Carles Puigdemont à la direction du gouvernement catalan et abandonne formellement son mandat de député deux jours plus tard.

### Sources
- (ca) Cet article est partiellement ou en totalité issu de l’article de Wikipédia en catalan intitulé « Antonio Baños i Boncompain » (voir la liste des auteurs).